# Trung Hòa, Chợ Gạo
Trung Hòa là một xã thuộc huyện Chợ Gạo, tỉnh Tiền Giang, Việt Nam.

## Địa lý
Xã Trung Hoà có diện tích 10,78 km², dân số năm 2013 là 6.452 người, mật độ dân số đạt 599 người/km².